# Ernst Carl von Ahlefeldt
Ernst Carl von Ahlefeldt (* 13. Januar 1785 auf Saxdorf; † 10. Mai 1877 auf Gut Olpenitz) war Herr der Adligen Güter Oehe und Rögen.

## Leben
Ernst Carl von Ahlefeldt war der Sohn des Adligen Gutsherren, Kammerherren und Landrates Detlev von Ahlefeldt (1747–1796) und dessen zweiter Frau Georgine Juliane von Ahlefeldt (1764–1821), Tochter des Siegfried Ernst von Ahlefeldt (1721–1792), Herr auf Lindau. Seine Frau war Wilhelmine Sophie Henriette von Wense, Tochter des hannoverschen Justizministers Georg Friedrich August von der Wense, die er am 1. Juli 1808 auf Gut Eldingen bei Hannover heiratete. 
Er genoss eine hervorragende juristische Ausbildung und bestand sein Examen mit besonderer Auszeichnung. Später wurde er Landrat und Mitglied des schleswigschen Landgerichts. Als die Spannungen innerhalb des Dänischen Gesamtstaats ausbrachen, war von Ahlefeldt einer der 70 aufgeklärten Männer aus den Herzogtümern, die zum Beraterstab des dänischen Königs gehörten. 1853 wurde er Mitglied der Ständeversammlung und ein Jahr später Deputierter der Schleswig-Holsteinischen Ritterschaft, der er bis ins hohe Alter angehörte. 1848 stand er auf der Seite der schleswig-holsteinischen Bewegung im Schleswig-Holsteinischen Krieg (1848–1851) und wurde nach dem Kriegsende mit seinem Sohn August von Ahlefeld des Landes verwiesen. Er leitete als Verpflegungskommissar während der Erhebung der Herzogtümer gegen Dänemark im Jahr 1848 die Verpflegung der deutschen Reichsarmee der preußischen Truppen in Jütland. Am 9. Oktober 1856 wurde er amnestiert. Ernst Carl von Ahlefeld starb am 10. Mai 1877 im Alter von 92 Jahren auf Gut Olpenitz und wurde auf dem Kirchhof in Karby begraben.